# 콜로서스 (마블 코믹스)
콜로서스(Colossus, 본명: 표트르 니콜라예비치 라스푸틴, Piotr Nikolaievitch Rasputin)는 마블 코믹스에서 출간한 만화책에 등장하는 공상 캐릭터이다. 만화가 데이브 콕럼과 작가 렌 빈이 창작했으며, 1975년 5월 자이언트사이즈 X-맨 #1에서 처음으로 등장한다. 러시아 출신의 뮤턴트이고 엑스맨의 멤버이며, 신체를 금속으로 변화시키는 능력을 가지고 엑스맨 멤버 중에서 가장 힘이 센 인물이다. 신체를 철로 변화시키지 않아도 그의 키는 무려 200cm에 이른다. 시리즈 내에서 과묵하고, 부끄럼을 타며 정직하고 순수한 캐릭터이다. 그는 그의 데뷔 이후에 엑스맨과 관련된 만화 잡지에서는 꾸준히 등장하였다. 재능있는 예술가이기도 한 그는 그의 능력을 인간과 뮤턴트 아이들을 더 나아지기 위해 사용하는데 책임감이 있기에 마지못하여 그의 힘을 싸우는데 사용한다.
캐나다 출신의 배우 대니얼 커드모어는 실사화 영화 엑스맨 2와 엑스맨: 최후의 전쟁에서 콜로서스 역을 연기하였으며, 2014년 5월에 개봉하는 엑스맨: 데이즈 오브 퓨처 패스트에서도 같은 역을 연기하였다. 미국 잡지사 위저드는 코믹스속 최고의 캐릭터 200인 중 184위에 올랐다.